# Сато, Юто
Юто Сато (яп. 佐藤 勇人 Сато: Ю:то, род. 12 марта 1982, Касукабе, Сайтама) — японский футболист.

## Клубная карьера
На протяжении своей футбольной карьеры выступал за клубы «ДЖЕФ Юнайтед Итихара Тиба» и «Киото Санга».

## Карьера в сборной
В 2006 году сыграл за национальную сборную Японии один матч.

## Достижения
- Обладатель Кубка Джей-лиги: 2005, 2006